# Roncus corimanus
Roncus corimanus är en spindeldjursart som beskrevs av Beier 1951. Roncus corimanus ingår i släktet Roncus och familjen helplåtklokrypare. Inga underarter finns listade i Catalogue of Life.